# Königshafen
Koordinaten: 55° 2′ 24″ N, 8° 24′ 52″ O

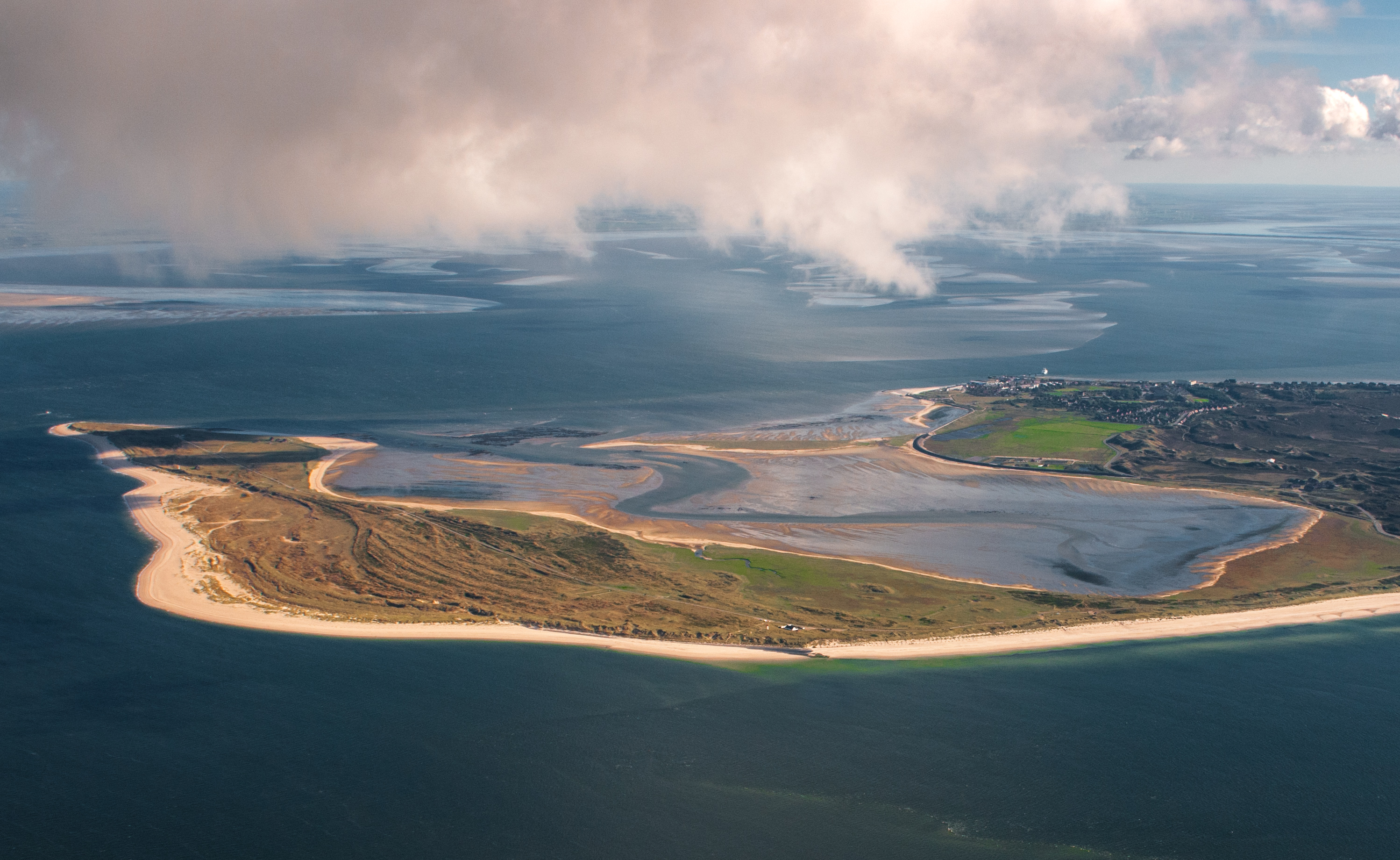
Der Sylter Königshafen mit Ellenbogen (links) und Insel Uthörn (Mitte)

Der Königshafen ist die nördlichste Bucht der nordfriesischen Insel Sylt im Bundesland Schleswig-Holstein und damit auch die nördlichste Bucht Deutschlands. Die Bucht erhielt ihren Namen durch die Nutzung als Naturhafen und durch ihren rechtlichen Status als Teil der königlich-dänischen Enklave Listland. Der Hafen war mindestens bis ins 18. Jahrhundert in Benutzung und wurde später wegen Versandung aufgegeben.

## Lage

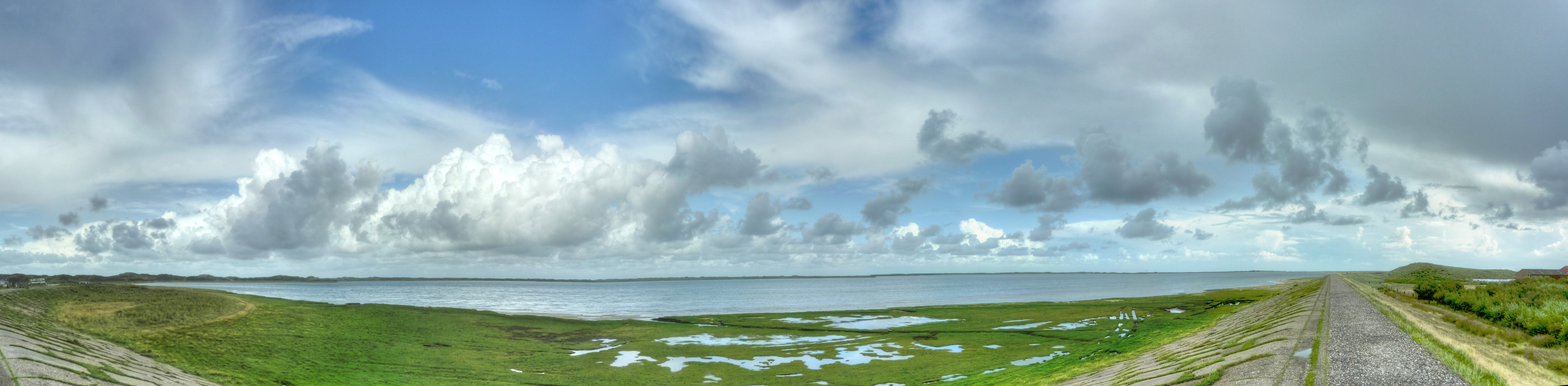
Panoramafoto des Königshafens auf Sylt

Die Bucht Königshafen liegt nördlich des Sylter Seebades List und südöstlich der Landzunge Ellenbogen, der nördlichsten Landstelle Deutschlands, auf dem sich mit den beiden Leuchttürmen List Ost und List West auch die nördlichsten Gebäude Deutschlands befinden. Die etwa 4,2 km² große Bucht öffnet sich Richtung Osten zum Wattenmeer hin; von der offenen Nordsee im Westen wird sie durch eine nur 300 m breite Nehrung getrennt. Im Königshafen liegen die kleine und unbewohnte Sylter Nebeninsel Uthörn mit einem Vogelschutzgebiet sowie der Lister Haken.

## Geschichte
Der durch die Bucht geformte Naturhafen wurde in der Vergangenheit als sicherer Schutzhafen an der Nordseeküste geschätzt. Im Mittelalter war er der wichtigste Seehafen zwischen der dänischen Stadt Skagen im Norden und der Mündung der Elbe im Süden, weshalb die dänischen Könige Listland auch jahrhundertelang als königliche Enklave hielten.
Im Jahr 1644 fand hier eine Seeschlacht zwischen Dänemark und der Flotte Schwedens und der Niederlande statt.
Jedoch begann der Königshafen zeitgenössischen Berichten zufolge im 18. Jahrhundert zu versanden, so dass er danach für die Schifffahrt unbedeutend wurde. Bis Mitte der 1980er Jahre wurden hier regelmäßig von der NATO Luft-Boden-Schießübungen durchgeführt. Seit 1985 gehört der Königshafen zum Nationalpark Schleswig-Holsteinisches Wattenmeer und darf nur unter Auflagen befahren und betreten werden. Ein Teilbereich im Nordwesten des Königshafens ist heute ein beliebtes Windsurfing-Revier. 